# SOKO Leipzig
SOKO Leipzig ist eine deutsche Fernsehserie, die von der UFA Fiction für das ZDF produziert wird.
Die Krimiserie ist der erste und bisher erfolgreichste Ableger der deutschen Kriminalserie SOKO 5113, der wie die Mutterserie ein SOKO im Titel trägt. Handlungsort ist die sächsische Stadt Leipzig. Zwischen 2001 und 2025 wurden 25 Staffeln ausgestrahlt.

## Handlung

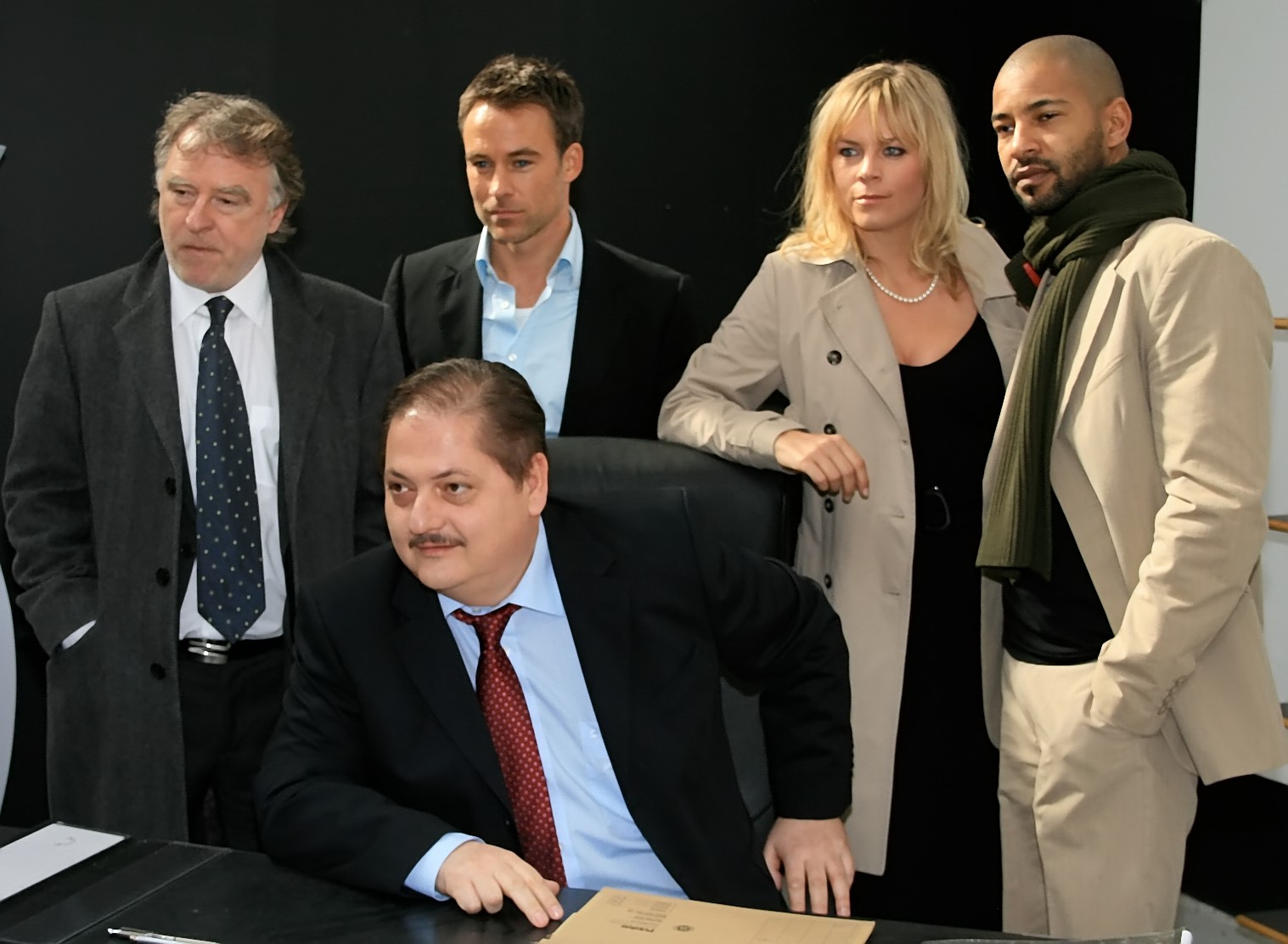
Darsteller des SOKO-Teams (2006–2009)

Die Serie handelt von der Ermittlungsarbeit der Sonderkommission der Leipziger Polizei. Das Team, bestehend aus der Kriminalhauptkommissarin Ina Zimmermann, dem Kriminaloberkommissar Jan Maybach und den Kriminalkommissaren Kim Nowak und Moritz Brenner, ermittelt dabei zumeist in Kapitalverbrechen wie Mord oder Totschlag. Unterstützt werden sie von den Rechtsmedizinerinnen Prof. Dr. Sabine Rossi und Dr. Stein sowie Laborant Lorenz Rettig und Staatsanwalt Dr. Alexander Binz. In Fällen, welche Sexualdelikte betreffen, ist zudem Kriminalhauptkommissarin Dagmar Schnee im Team.
Die erste Staffel wurde im Jahr 2001 ausgestrahlt und begann mit der Episode Flucht nach Fahrplan. Bis zur Episode Tödliche Kurse der dritten Staffel lief die Serie am Mittwoch im Vorabendprogramm. Wegen der konstant hohen Einschaltquoten von über fünf Millionen Zuschauern pro Episode verlegte das ZDF die Serie auf den 21:15-Uhr-Sendeplatz am Freitagabend. Die erste Episode, die an einem Freitagabend lief, war die Episode Verhängnisvolle Heimkehr der dritten Staffel.
Die Episoden der 14. Staffel wurden zudem auch auf ORF 2 ausgestrahlt. Seit der 19. Staffel werden die Episoden bereits eine Woche vor TV-Ausstrahlung im ZDF (Streamingportal) zur Verfügung gestellt.

## Figuren

### Aktuelle
Kriminalhauptkommissarin Ina Zimmermann (bis zu ihrer Beförderung in Episode 329 Kriminaloberkommissarin) wird von Melanie Marschke verkörpert. Ina ist lange Zeit die einzige Frau im Team und besitzt nicht nur einen großen Ehrgeiz, sondern auch ein besonderes Einfühlungsvermögen. Am Tatort ist sie für das Team eine wichtige Hilfe, da sie Spuren sehr schnell und analytisch interpretieren kann. Ina ist Mutter eines Jungen namens Paul, war nach einer gescheiterten Beziehung wieder Single und lebte danach mit dem Kommissar der Schutzpolizei, Milo Janssen, von dem sie sich allerdings später trennte. Ina wird die Nachfolgerin von Hajo Trautzschke, da dieser in Pension geht, und somit Chefin der SOKO, was in Episode 327 Chefsache bekannt gegeben wird. In Episode 329 übernimmt sie die Leitung der Sonderkommission und wird zur Kriminalhauptkommissarin befördert.
Kriminaloberkommissar Jan Maybach wird von Marco Girnth verkörpert. Jan ist Ina Zimmermanns Stellvertreter. Im Team arbeitet er hauptsächlich als Profiler, geht eher mit dem Kopf und seinem scharfen Verstand an die Dinge heran. Maybach ist verheiratet und lebt von seiner Frau und seiner Tochter Charlotte getrennt. Seine Frau ist Leni, die Tochter seines ehemaligen Chefs Hajo Trautzschke. Jan hat noch einen Sohn aus erster Ehe, Benni, der auch hin und wieder als Gastrolle mitspielt. Während der vierzehnten Staffel verliebt sich Mila, Bennis Freundin, in Jan und trennt sich in der Folge von Benni, was zu einem heftigen Streit zwischen Vater und Sohn führt. Auch Jans Ehe mit Leni geht bald darauf in die Brüche und sie trennen sich schließlich. Es kommt immer wieder zu Spannungen zwischen Jan und Ina, da Jan ursprünglich gehofft hatte, Inas Job zu bekommen, und die beiden unterschwellig Gefühle füreinander haben. Das ist seit der Doppelepisode Undercover (Staffel 17), in der die Gefühle der beiden Oberhand nehmen, immer wieder zu sehen.
Kriminalkommissarin Kim Nowak wird von Amy Mußul gespielt. Kim lebt mit ihrer Mutter allein in Leipzig. In der Episode Bewährungsprobe gibt sie ihr Debüt. Sie absolvierte die Polizeischule und bewarb sich erfolglos auf mehrere Anzeigen. Auch Ina hatte sie nach einem Vorstellungsgespräch bereits ausgeschlossen. Durch einen Zufall wird jedoch der Friseursalon ihrer Mutter überfallen und Kim stellt ihre Fähigkeiten unter Beweis. Durch ihren Einsatz gibt ihr Ina eine zweite Chance.
Kim kennt ihren Vater so gut wie gar nicht, jedoch zieht sie ihn in der Episode Vandalengold hinzu, um den Wert sichergestellter Kunstware überprüfen zulassen. In der Episode Dr. Anwar ist sie gezwungen, ihren Vater wegen des Verdachts der Beteiligung an jahrelangem Schmuggels von Ausgrabungsstücken vorläufig festzunehmen, bevor sich seine Unschuld herausstellt. Dr. Anwar hatte noch vor Kims Geburt ein Verhältnis mit Ina. Die Freundschaft zwischen Ina Zimmermann und Monja Nowak wurde dadurch beendet, lebt nun aber allmählich wieder auf. In Staffel 23 steht Kims Privatleben bei einigen Episoden mehr im Mittelpunkt. Sie entdeckt ihre alte Leidenschaft des Tanzens wieder und führt wenige Wochen mit dem Trainer einer Jugendtanzgruppe (Rico) eine Beziehung, die sie jedoch wieder beendet, da er in den Schmuggel von Bernstein involviert war. Zum Abschluss dieser Staffel kommt es mit ihrem Mitbewohner und Kollegen Moritz zu einem Kuss. Auch in Staffel 24 kommen sich beide immer wieder näher.
Kriminalkommissar Moritz Brenner wird von Johannes Hendrik Langer gespielt. Er kommt auf Grund einer Strafversetzung vom Berliner Drogendezernat, nachdem sein Bruder Bent in Leipzig verhaftet wurde, in einem Leipziger Gefängnis einsitzt und Moritz in den Fall verwickelt war. Anfänglich misstrauisch beäugt, zeigt er sich loyal gegenüber den Kollegen, insbesondere gegenüber seinem Kollegen Jan Maybach, und wird zu einer verlässlichen Stütze in der SOKO. Da er keine bezahlbare Wohnung findet, bietet ihm seine Kollegin Kim Nowak eine vorübergehende Wohngemeinschaft an, in der er bis heute wohnt. Zu seinem Bruder hat er ein schwieriges Verhältnis, aber auch zu seiner Mutter, einer einflussreichen Polizeirätin. Über sein weiteres Privatleben ist nicht viel bekannt. In der Doppelepisode Family Business wird er von einem Verdächtigen, den er von einem Barbesuch mit Kim bereits vorher kennengelernt hatte, geküsst und zeigt sich dieser Annäherung nicht abgeneigt. In der letzten Episode von Staffel 23 kommt es zu einem Kuss mit Kim. Im Laufe der 24. Staffel gibt es einige romantische Momente zwischen ihm und Kim.

### Ehemalige
Kriminalkommissar Miguel Alvarez wurde von Gabriel Merz verkörpert. Er war der Jungspund im Team. Durch seine lockere Art sorgte er immer wieder im Zusammenspiel mit Jan Maybach für ein Schmunzeln. Er hasste Büroarbeit und machte lieber Außendienst. In Episode 96 starb er an den Folgen einer Schussverletzung. Zudem tauchte er in Episode 97 in Jan Maybachs Tagträumen auf.
Kriminalkommissar Patrick Diego Grimm wurde von Tyron Ricketts verkörpert und kam nach einem Undercover-Einsatz zur SOKO, als Hajo Trautzschke ihm die Stelle des verstorbenen Kollegen Miguel Alvarez anbietet. Er sagt sofort zu, doch er hat es nicht leicht im Team. Vor allem mit Jan Maybach kommt es am Anfang oft zu Spannungen, weil dieser nicht akzeptieren kann, dass Patrick den Platz von Miguel Alvarez eingenommen hat. Grimm ist mit Leib und Seele Polizist. Er ist – ähnlich wie sein Vorgänger Miguel Alvarez – einer von denen, die nie aufgeben und sich immer wieder an eine Spur heften, um am Ende mit einer überzeugenden Ermittlung ein Ergebnis zu liefern. Nachdem er erfährt, dass sein Vater verstorben ist, nimmt er sich eine Auszeit und verlässt die SOKO in Richtung Afrika.
Kriminalkommissaranwärter Vincent „Vince“ Becker wurde von Pablo Sprungala verkörpert, kam als Vertretung von Patrick in die SOKO und ist der bis dato Jüngste im Team. Vincent ist ein geradliniger Typ, der sich nichts sagen lässt und dem sein phänomenales Gedächtnis sowie seine Erfindungsgabe manchmal bei der Lösung von Fällen helfen. Zunächst schlittert Vincent in zwei Fällen der 10. Staffel im Herbst 2009 in die Arbeit der SOKO hinein und erweist sich trotz seiner eigensinnigen Eskapaden als nützlich und wichtig für das Team. In der Episode Ich bin dann mal weg ging Becker mit seinem Vater nach Costa Rica.
Kriminalhauptkommissar Hans-Joachim „Hajo“ Trautzschke wurde von Andreas Schmidt-Schaller verkörpert. Trautzschke war bis Episode 329 Chef der SOKO. Der Witwer lebt allein und hat eine Tochter, Leni. Privat entstammt er einfachen Verhältnissen, steht mit beiden Beinen im Leben und hinter seiner Tochter mit wachem Auge. Beruflich hielt er sein Team an der langen Leine und wusste, dass er sich auf seine Kollegen in jeder Sekunde verlassen kann. Aber in brenzligen Situationen bestimmte er den Kurs der Ermittlungen. In einigen Fällen wurde er von seiner DDR-Vergangenheit eingeholt, da er bereits bei der Volkspolizei als Major ermittelt hatte. Da Hajo Trautzschke in der 18. Staffel in Pension ging, musste er einen Nachfolger für seinen Posten bestimmen. In Episode 327 Chefsache gab er bekannt, dass Ina Zimmermann seine Nachfolgerin und somit Chefin der SOKO werden wird. Am Ende von Episode 328 „Der letzte Fall“ begründet er seine Entscheidung für Ina und gegen Jan. In Episode 329 übergab Trautzschke die Leitung der Sonderkommission an Ina und trat als Kriminalhauptkommissar a. D. in den Ruhestand.
Kriminalkommissarin Olivia Fareedi wurde von Nilam M. Farooq verkörpert. Sie kommt zunächst als Assistentin zum Team der SOKO und hilft den Ermittlern bei der Recherchearbeit. Dabei kommen sie und Tom Kowalski sich mehrfach näher, doch eine Beziehung kommt zwischen den beiden nicht zustande. Während der 15. Staffel entschließt sie sich, Kommissarin zu werden und an einem Lehrgang der Hochschule der Sächsischen Polizei in Rothenburg/Oberlausitz teilzunehmen. Seit der Episode Tapetenwechsel ist Olivia Fareedi Kriminalkommissarin. Am Ende der Episode Mein Kind verlässt Fareedi die SOKO und lässt sich nach Berlin versetzen.
Kriminalkommissar Tom Kowalski wurde von Steffen Schroeder verkörpert. Er ist ein Spielertyp und liebt es, Unruhe zu stiften und politisch inkorrekt zu sein. Was andere von ihm denken, interessiert Kowalski wenig. Seinen ersten Auftritt hat er in der Episode Fightclub, wo er als Jans Fitnesstrainer zu sehen ist. Vor seiner Arbeit im Fitnessstudio war er beim LKA in Chemnitz beschäftigt, quittierte aber plötzlich den Polizeidienst. Später wird bekannt, dass seine Freundin Klara zusammen mit ihm als verdeckte Ermittlerin arbeitete, bis sie auf einem Schiff einen Scheintod vortäuschte. Er hat vier Brüder, einer mit dem Namen Marco, welcher eine Spielsucht hat. Da Tom sich auf der Suche nach Klara verschuldet hat, wohnt er in einem alten Wohnmobil ohne Wasser- und Stromanschluss, das auf verschiedenen Parkplätzen in Leipzig abgestellt wird. Des Weiteren verstößt er hin und wieder gegen das Gesetz, indem er Dienstgeheimnisse verrät oder Verdächtigen gegenüber handgreiflich wird. In der Episode Tapetenwechsel wird der ehemalige Kriminaloberkommissar zum Kriminalkommissar degradiert, da er am Anfang der 16. Staffel Fahrerflucht beging. In der 17. Staffel lernt er seine Tochter Jackie kennen und zieht mit ihr in eine Wohnung. Später wandert er wegen Jackie nach Adelaide in Australien aus. Sein Nachwuchs  ist inzwischen schwanger und er wird Opa. Es gibt eine rührende Verabschiedung vor seinem Wohnwagen (Staffel 22).

## Besetzung

### Hauptbesetzung

#### Aktuell
| Schauspieler            | Rollenname     | Rolle                                                                                     | Hauptrolle (Episoden) | Nebenrolle (Episoden) | Staffeln | Zeitraum  |
| ----------------------- | -------------- | ----------------------------------------------------------------------------------------- | --------------------- | --------------------- | -------- | --------- |
| Melanie Marschke        | Ina Zimmermann | Kriminalhauptkommissarin und Leiterin der SOKO (bis Episode 329: Kriminaloberkommissarin) | 1–                    |                       | 1–       | 2001–     |
| Marco Girnth            | Jan Maybach    | Kriminaloberkommissar                                                                     | 1–                    |                       | 1–26     | 2001–2025 |
| Amy Mußul               | Kim Nowak      | Kriminalkommissarin                                                                       | 363–                  | 362                   | 19–      | 2019–     |
| Johannes Hendrik Langer | Moritz Brenner | Kriminalkommissar                                                                         | 412–                  | 409–410               | 22–      | 2021–     |

#### Ehemalig
| Schauspieler             | Rollenname                      | Rolle                                                                                            | Hauptrolle (Episoden) | Nebenrolle (Episoden) | Staffeln | Zeitraum  |
| ------------------------ | ------------------------------- | ------------------------------------------------------------------------------------------------ | --------------------- | --------------------- | -------- | --------- |
| Tyron Ricketts           | Patrick Diego Grimm             | Kriminalkommissar                                                                                | 99–160                | 98                    | 7–10     | 2006–2009 |
| Pablo Sprungala          | Vincent Becker                  | Kriminalkommissaranwärter                                                                        | 161–210               | 157, 160              | 10–12    | 2009–2012 |
| Gabriel Merz             | Miguel Alvarez †                | Kriminalkommissar                                                                                | 1–97                  |                       | 1–7      | 2001–2006 |
| Gabriel Merz             | Marco Hager                     | Zwillingsbruder von Miguel Alvarez                                                               |                       | 294                   | 16       | 2016      |
| Nilam Farooq             | Olivia Fareedi                  | Kriminalkommissarin (bis Episode 277: Assistentin, bis Episode 286: Kriminalkommissaranwärterin) | 330–360               | 229–329               | 13–19    | 2013–2019 |
| Steffen Schroeder        | Tom Kowalski                    | Kriminalkommissar (bis Episode 286: Kriminaloberkommissar)                                       | 214–406               | 213                   | 12–22    | 2012–2021 |
| Andreas Schmidt-Schaller | Hans-Joachim „Hajo“ Trautzschke | Kriminalhauptkommissar a. D. (Episode 1 bis 329: Kriminalhauptkommissar und Leiter der SOKO)     | 1–329                 | 330–                  | 1–       | 2001–     |

### Nebenbesetzung

#### Aktuell
| Schauspieler         | Rollenname                                | Rolle                                                               | Episoden | Staffeln       | Zeitraum            |
| -------------------- | ----------------------------------------- | ------------------------------------------------------------------- | --- | -------------- | ------------------- |
| Caroline Scholze     | Elena „Leni“ Trautzschke (gesch. Maybach) | Tochter von Hajo Trautzschke; Ex-Ehefrau von Jan Maybach            | 1– | 1–             | 2001–               |
| Maximilian Klas      | Benjamin „Benni“ Maybach                  | Rettungssanitäter, Sohn von Jan Maybach                             | 1– | 1–             | 2001–               |
| Lucian Voigt         | Paul Zimmermann                           | Sohn von Ina Zimmermann und Wolf Künast                             | 124–258 | 9–14           | 2008–2014           |
| Peter Laser          | Paul Zimmermann                           | Sohn von Ina Zimmermann und Wolf Künast                             | 262–265, 272, 274 310, 324, 328, 330, 345–346, 348, 368, 372, 380–382, 425, 446–448, 468                             | 15 17–24       | 2014–2023           |
| Anna Stieblich       | Prof. Dr. Sabine Rossi                    | Rechtsmedizinerin                                                   | 159– | 10–            | 2009–               |
| Michael Rotschopf    | Dr. Alexander Binz                        | Staatsanwalt                                                        | 185–291, 319 358, 374–375, 392, 394–395, 397, 401, 403, 410, 421–422, 425, 438–439, 451, 460–462, 476, 478, 486, 489 | 11–17 19–      | 2011–               |
| Judith Sehrbrock     | Dr. Mara Stein                            | Rechtsmedizinerin                                                   | 185–378 448, 450, 452–453, 467, 484                                                                                  | 11–20 23–      | 2011–2020 2023–     |
| Daniel Steiner       | Lorenz Rettig                             | Laborant                                                            | 207– | 12–            | 2012–               |
| Luna Reich           | Charlotte „Lotte“ Maybach                 | Tochter von Jan und Leni Maybach; Enkeltochter von Hajo Trautzschke | 260, 295–327 | 14–17          | 2014–2017           |
| Lilly Sophie Högberg | Charlotte „Lotte“ Maybach                 | Tochter von Jan und Leni Maybach; Enkeltochter von Hajo Trautzschke | 267, 269, 274 | 15             | 2014–2015           |
| Clara Veihelmann     | Charlotte „Lotte“ Maybach                 | Tochter von Jan und Leni Maybach; Enkeltochter von Hajo Trautzschke | 332, 338, 355 398, 400–401 440–441, 468                                                                              | 18–19 21 23–24 | 2017–2018 2021 2023 |
| Carlotta Bähre       | Charlotte „Lotte“ Maybach                 | Tochter von Jan und Leni Maybach; Enkeltochter von Hajo Trautzschke | 475–475, 483–486, 491–492, 494–496                                                                                   | 24–            | 2024–               |
| Carina Wiese         | Monja Nowak                               | Mutter von Kim Nowak                                                | 362, 365, 378, 387–390, 404 468                                                                                      | 19–22 24       | 2019–2021 2023      |
| Anton Weil           | Rico Wittmann                             | Freund von Kim Nowak                                                | 433–435, 466, 477–478, 480, 482, 499                                                                                 | 23–            | 2022–               |

#### Ehemalig
| Schauspieler       | Rollenname           | Rolle | Episoden                                                     | Staffeln            | Zeitraum                           |
| ------------------ | -------------------- | --- | ------------------------------------------------------------ | ------------------- | ---------------------------------- |
| Hildegard Alex     | Herta                | Haushälterin von Jan Maybach | 1–36                                                         | 1–3                 | 2001–2003                          |
| Silke Heise        | Dr. Sandra Schönfeld | Rechtsmedizinerin | 1–39                                                         | 1–3                 | 2001–2003                          |
| Miriam von Versen  | Dr. Sommer           | Staatsanwältin | 1–49                                                         | 1–4                 | 2001–2004                          |
| Marleen Lohse      | Julia Grimm          | Schwester von Patrick Grimm | 98–156                                                       | 7–10                | 2006–2009                          |
| Simon Böer         | Dr. Werner Kruse     | Staatsanwalt | 120–165                                                      | 8–10                | 2008–2010                          |
| Rebecca Rudolph    | Dr. Lilly Braun      | Polizeipsychologin | 161–168                                                      | 10                  | 2009–2010                          |
| Margrit Sartorius  | Dr. Kathrin Conradi  | Rechtsmedizinerin | 40–159 176, 179                                              | 3–10 11             | 2003–2009 2010                     |
| Anne Arzenbacher   | Meike Schwarz        | Polizeimeisterin | 66–78, 92 118 219                                            | 5–6 8 13            | 2005–2006 2008 2012                |
| Florian Thunemann  | Milo Janssen         | Polizeikommissar Ex-Freund von Ina Zimmermann | 195–239 263, 265                                             | 11–13 15            | 2011–2013 2014                     |
| Tom Mikulla        | Wolf Künast          | Ex-Freund von Ina Zimmermann | 44–115 267                                                   | 4–8 15              | 2003–2008 2014                     |
| Michael Brandner   | Dr. Manfred Woernle  | Mitarbeiter der Stadt Leipzig (früher: Kriminaloberrat) | 180 196–223 288                                              | 11 12–13 16         | 2010 2011–2012 2015                |
| Rudolf Kowalski    | Dr. Breugel          | Psychotherapeut von Ina Zimmermann | 270–295                                                      | 15–16               | 2014–2016                          |
| Tobias Oertel      | Frank Seefeld        | Fallanalytiker | 224–225 278 350                                              | 13 15 19            | 2012 2015 2018                     |
| Bijan Zamani       | Dr. Yasim Anwar      | Vater von Kim Nowak | 387, 389–390                                                 | 21                  | 2020                               |
| Sinje Irslinger    | Jackie Löber         | Tochter von Tom Kowalski | 311–374 406                                                  | 17–20 22            | 2016–2019 2021                     |
| Simon Werner       | Klepper              | SEK-Einsatzleiter | 183, 188, 198, 222, 248 290 362 424                          | 11–14 16 19 22      | 2010–2013 2015 2019 2022           |
| Till Wonka         | Bent Brenner         | Kriminalhauptkommissar (BKA), Bruder von Moritz Brenner | 409–410, 412, 420, 428                                       | 21–23               | 2021–2022                          |
| Sebastian Fräsdorf | Matthias Krauss      | Oberstaatsanwalt (bis Episode 288: Staatsanwalt) | 262, 288, 327, 334, 336, 349, 359–360 437                    | 15–19 23            | 2014–2019 2022                     |
| Petra Kleinert     | Dagmar Schnee        | Kriminalhauptkommissarin (Sitte) | 226–443                                                      | 13–23               | 2013–2023                          |
| Jana Bauke         | Dr. Kaminsky         | Ärztin | 127, 132, 157 197, 236, 240, 246, 262 338, 341, 364, 376 450 | 9–10 12–15 18–20 23 | 2008–2009 2011–2014 2018–2020 2023 |
| Michael Schenk     | Nikolaus Müller      | Mitarbeiter des Militärischen Abschirmdienstes (bis Episode 205: Kriminalhauptkommissar des LKA, bis Episode 251: Kriminalrat des LKA, bis Episode 294: Mitarbeiter des BND) | 156, 179, 205 248, 251 294 471                               | 10–12 14 16 24      | 2009–2011 2013 2015 2024           |

### Zeitleiste
| Name                   | 1 | 2 | 3 | 4 | 5 | 6 | 7 | 8 | 9 | 10 | 11 | 12 | 13 | 14 | 15 | 16 | 17 | 18 | 19 | 20 | 21 | 22 | 23 | 24 | 25 |
| ---------------------- | - | - | - | - | - | - | - | - | - | -- | -- | -- | -- | -- | -- | -- | -- | -- | -- | -- | -- | -- | -- | -- | -- |
| Jan Maybach            |   |   |   |   |   |   |   |   |   |    |    |    |    |    |    |    |    |    |    |    |    |    |    |    |    |
| Ina Zimmermann         |   |   |   |   |   |   |   |   |   |    |    |    |    |    |    |    |    |    |    |    |    |    |    |    |    |
| Hajo Trautzschke       |   |   |   |   |   |   |   |   |   |    |    |    |    |    |    |    |    |    |    |    |    |    |    |    |    |
| Leni Trautzschke       |   |   |   |   |   |   |   |   |   |    |    |    |    |    |    |    |    |    |    |    |    |    |    |    |    |
| Benni Maybach          |   |   |   |   |   |   |   |   |   |    |    |    |    |    |    |    |    |    |    |    |    |    |    |    |    |
| Herta                  |   |   |   |   |   |   |   |   |   |    |    |    |    |    |    |    |    |    |    |    |    |    |    |    |    |
| Dr. Sandra Schönfeld   |   |   |   |   |   |   |   |   |   |    |    |    |    |    |    |    |    |    |    |    |    |    |    |    |    |
| Dr. Sommer             |   |   |   |   |   |   |   |   |   |    |    |    |    |    |    |    |    |    |    |    |    |    |    |    |    |
| Miguel Alvarez †       |   |   |   |   |   |   |   |   |   |    |    |    |    |    |    |    |    |    |    |    |    |    |    |    |    |
| Dr. Kathrin Conradi    |   |   |   |   |   |   |   |   |   |    |    |    |    |    |    |    |    |    |    |    |    |    |    |    |    |
| Wolf Künast            |   |   |   |   |   |   |   |   |   |    |    |    |    |    |    |    |    |    |    |    |    |    |    |    |    |
| Meike Schwarz          |   |   |   |   |   |   |   |   |   |    |    |    |    |    |    |    |    |    |    |    |    |    |    |    |    |
| Patrick Diego Grimm    |   |   |   |   |   |   |   |   |   |    |    |    |    |    |    |    |    |    |    |    |    |    |    |    |    |
| Julia Grimm            |   |   |   |   |   |   |   |   |   |    |    |    |    |    |    |    |    |    |    |    |    |    |    |    |    |
| Dr. Werner Kruse       |   |   |   |   |   |   |   |   |   |    |    |    |    |    |    |    |    |    |    |    |    |    |    |    |    |
| Paul Zimmermann        |   |   |   |   |   |   |   |   |   |    |    |    |    |    |    |    |    |    |    |    |    |    |    |    |    |
| Dr. Kaminsky           |   |   |   |   |   |   |   |   |   |    |    |    |    |    |    |    |    |    |    |    |    |    |    |    |    |
| Nikolaus Müller        |   |   |   |   |   |   |   |   |   |    |    |    |    |    |    |    |    |    |    |    |    |    |    |    |    |
| Vincent Becker         |   |   |   |   |   |   |   |   |   |    |    |    |    |    |    |    |    |    |    |    |    |    |    |    |    |
| Prof. Dr. Sabine Rossi |   |   |   |   |   |   |   |   |   |    |    |    |    |    |    |    |    |    |    |    |    |    |    |    |    |
| Dr. Lilly Braun        |   |   |   |   |   |   |   |   |   |    |    |    |    |    |    |    |    |    |    |    |    |    |    |    |    |
| Dr. Manfred Woernle    |   |   |   |   |   |   |   |   |   |    |    |    |    |    |    |    |    |    |    |    |    |    |    |    |    |
| Milo Janssen           |   |   |   |   |   |   |   |   |   |    |    |    |    |    |    |    |    |    |    |    |    |    |    |    |    |
| Klepper                |   |   |   |   |   |   |   |   |   |    |    |    |    |    |    |    |    |    |    |    |    |    |    |    |    |
| Dr. Alexander Binz     |   |   |   |   |   |   |   |   |   |    |    |    |    |    |    |    |    |    |    |    |    |    |    |    |    |
| Dr. Mara Stein         |   |   |   |   |   |   |   |   |   |    |    |    |    |    |    |    |    |    |    |    |    |    |    |    |    |
| Lorenz Rettig          |   |   |   |   |   |   |   |   |   |    |    |    |    |    |    |    |    |    |    |    |    |    |    |    |    |
| Tom Kowalski           |   |   |   |   |   |   |   |   |   |    |    |    |    |    |    |    |    |    |    |    |    |    |    |    |    |
| Frank Seefeld          |   |   |   |   |   |   |   |   |   |    |    |    |    |    |    |    |    |    |    |    |    |    |    |    |    |
| Dagmar Schnee          |   |   |   |   |   |   |   |   |   |    |    |    |    |    |    |    |    |    |    |    |    |    |    |    |    |
| Olivia Fareedi         |   |   |   |   |   |   |   |   |   |    |    |    |    |    |    |    |    |    |    |    |    |    |    |    |    |
| Lotte Maybach          |   |   |   |   |   |   |   |   |   |    |    |    |    |    |    |    |    |    |    |    |    |    |    |    |    |
| Matthias Krauss        |   |   |   |   |   |   |   |   |   |    |    |    |    |    |    |    |    |    |    |    |    |    |    |    |    |
| Dr. Breugel            |   |   |   |   |   |   |   |   |   |    |    |    |    |    |    |    |    |    |    |    |    |    |    |    |    |
| Marco Hager            |   |   |   |   |   |   |   |   |   |    |    |    |    |    |    |    |    |    |    |    |    |    |    |    |    |
| Jackie Löber           |   |   |   |   |   |   |   |   |   |    |    |    |    |    |    |    |    |    |    |    |    |    |    |    |    |
| Kim Nowak              |   |   |   |   |   |   |   |   |   |    |    |    |    |    |    |    |    |    |    |    |    |    |    |    |    |
| Monja Nowak            |   |   |   |   |   |   |   |   |   |    |    |    |    |    |    |    |    |    |    |    |    |    |    |    |    |
| Dr. Yasim Anwar        |   |   |   |   |   |   |   |   |   |    |    |    |    |    |    |    |    |    |    |    |    |    |    |    |    |
| Moritz Brenner         |   |   |   |   |   |   |   |   |   |    |    |    |    |    |    |    |    |    |    |    |    |    |    |    |    |
| Bent Brenner           |   |   |   |   |   |   |   |   |   |    |    |    |    |    |    |    |    |    |    |    |    |    |    |    |    |
| Rico Wittmann          |   |   |   |   |   |   |   |   |   |    |    |    |    |    |    |    |    |    |    |    |    |    |    |    |    |

| Hauptbesetzung | Nebenbesetzung |

## Crossover

### Entführung in London
Am 4. September 2009 wurde die britisch-deutsche Crossoverepisode Entführung in London (Originaltitel: Proof of Life) ausgestrahlt. Die Episode in Spielfilmlänge ist ein Crossover zwischen SOKO Leipzig und der britischen Krimiserie The Bill.

### SOKO – Der Prozess
Ab 3. April 2013 wurde ein fünfteiliges Crossover sämtlicher ZDF-SOKO-Reihen begonnen. Die Teams aus den SOKOs 5113, Köln, Leipzig, Stuttgart und Wismar klären den Mord an einem Polizisten auf und geraten dabei in ein kriminelles Milieu, in dem ein eigenes Recht und eine eigene Ordnung herrschen. Ausgestrahlt wurde der fünfteilige Fall, dessen Spur sich quer durch Deutschland zieht, vom 30. September bis zum 4. Oktober 2013 werktags auf dem bekannten SOKO-Vorabendsendeplatz ab 18.00 Uhr. Dafür wurde SOKO Leipzig vom 21:15-Uhr-Sendeplatz vorverlegt.

### Der vierte Mann
Die Crossoverepisode Der vierte Mann zwischen den beiden SOKOs Leipzig und Wien wurde am 2. November 2019 im ORF erstmals ausgestrahlt, im ZDF wurde diese am 8. November 2019 im Rahmen 30 Jahre Mauerfall gezeigt.
Produziert wurde das Serienspecial von Satel Film und UFA Fiction für ZDF und ORF. Regie führte Erhard Riedlsperger, das Drehbuch verfassten Max Gruber, Markus Hoffmann und Uwe Kossmann. Das Drehbuch basierte auf einer wahren Geschichte rund um die Kreise der Wiener Geschäftsfrau Rudolfine Steindling, genannt die „Rote Fini“.

## Gastauftritte von Prominenten

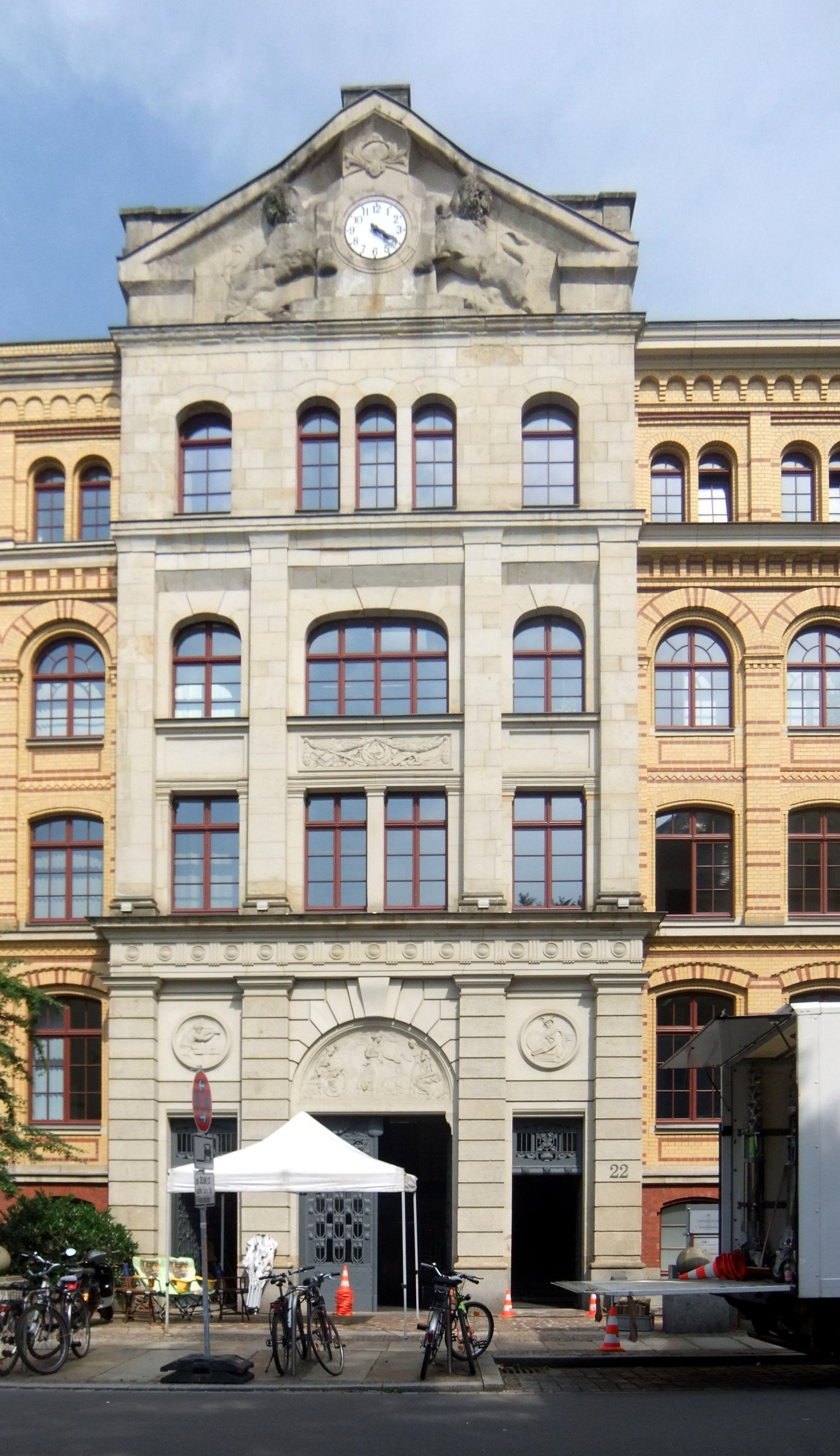
Studio und Produktionsräume im Reclam-Carrée

- In der Episode Silly – Tod im Konzert trat die in der DDR gegründete Band Silly auf.
- Gojko Mitić spielt in der Episode Der Fall Gojko Mitic, erstausgestrahlt am 18. November 2011, sich selbst.
- In der Episode Leipzig kloppt spielt Burkhard Jung sich selbst, den Oberbürgermeister von Leipzig.

## Produktion
SOKO Leipzig wird von UFA Fiction produziert. Das Studio und die Produktionsräume befinden sich im Reclam-Carrée in der Inselstraße in Leipzig.

## Auszeichnungen
- Nominierung als Beste TV-Serie National beim Jupiter-Award 2017[9]
- Auszeichnung als Beste Serie National beim Jupiter-Award 2024[10]

## Trivia
- Steffen Schroeder tritt bereits in der 4. Staffel (Episode: Herrenrunde) als Mittäter Sven Linecke sowie in der 9. Staffel (Episode: Gier) als Marco Loos auf.
- In der Episode Das nette Mädchen behauptet Kriminalkommissar Patrick Grimm, noch nie auf dem afrikanischen Kontinent gewesen zu sein. Tatsächlich bereiste er jedoch bereits in der Folge Verloren in Afrika Namibia, den Wohnort seines Vaters, der angeblich im Sterben liegt (was sich als nicht zutreffend herausstellt). In der Episode Grauzone wird bereits erwähnt, dass sein Vater aus Mosambik stammt. Auch in der Folge Verloren in Afrika wird dies erwähnt.
- Die vierte Episode der 12. Staffel (gesendet am 4. November 2011) trägt den Titel Hajos letzter Fall. Tatsächlich löste Kriminalhauptkommissar „Hajo“ Trautzschke seinen letzten Fall erst in der ersten Episode der 18. Staffel (Der letzte Fall; gesendet 13. Oktober 2017). Seinem Team stand er somit bis zur zweiten Folge von Staffel 18 (Dienstschluss; Sendetermin 20. Oktober 2017) vor. In dieser Episode – seinem vorletzten Diensttag – übergab er den Fall wie auch die SOKO-Leitung offiziell an die von ihm am Ende der 17. Staffel zur Nachfolgerin bestimmte Oberkommissarin Ina Zimmermann.
- In der Episode Dornröschen ist im Abmahnungsschreiben an Tom Kowalski die Anrede „Sehr geehrter Herr Polizeioberkommissar Tom Kowalski“ zu lesen, dabei handelt es sich allerdings um einen inhaltlichen Fehler, da die SOKO eine Abteilung der Kriminalpolizei ist und Tom Kowalski somit den Dienstgrad eines Kriminaloberkommissars trägt.[11] Kowalski benutzt ein Fahrrad ohne die gem. StVZO vorgeschriebene Beleuchtung und Klingel.
- Der Schauspieler des Kriminaloberrats Dr. Manfred Woernle, Michael Brandner, spielte bereits in der Episode Happy End in der achten Staffel in einer anderen Rolle mit.
- Die 90-minütige Episode Bewegliche Ziele (erstausgestrahlt am 30. Januar 2015) ist die einzige Episode der Serie, in welcher nur ein Teammitglied (Kriminaloberkommissar Jan Maybach) agiert.
- In der 16. Staffel (Doppelfolge 13 Toter Mann, Erstausstrahlung 8. Januar 2016) gibt es ein Wiedersehen mit dem Schauspieler Gabriel Merz, der den in Episode 96 (2006; 7. Staffel) erschossenen Kriminalkommissar Miguel Alvarez verkörperte. Er spielt Alvarez’ Zwillingsbruder, der sich für Miguel ausgibt und anfangs von Trautzschke, Maybach und Zimmermann auch für diesen gehalten wird (wobei sie von einem damals vorgetäuschten Tod ausgehen) und der vom BND der Industriespionage verdächtigt und verfolgt wird. Tatsächlich ist es sein Ziel, den Mann zu finden, der seine Mutter, die wegen versuchter Republikflucht verurteilt wurde, damals verriet und an ihrem Tod im Gefängnis und der Zwangsadoption der Zwillinge die Schuld trägt.
- Johannes Hendrik Langer, der seit der 22. Staffel die Rolle des Kriminalkommissars Moritz Brenner spielt, war bereits in der 15. Staffel in einer anderen Rolle zu sehen. In der Episode „Sein oder Nichtsein“ (Staffel 15, Episode 19; Erstausstrahlung am 6. Februar 2015) verkörperte er Malte, den Mitbewohner des Opfers.